# Anthony Atala
Anthony Atala (14 de julho de 1958) é um bioengenheiro, urologista e cirurgião pediátrico norte-americano. Ele é diretor do Instituto de Medicina Regenerativa da Wake Forest School of Medicine e professor de urologia.

## Biografia
Atala nasceu no Peru e cresceu em Coral Gables, Flórida. Graduou-se em psicologia pela Universidade de Miami e obteve seu diploma médico pela Universidade de Louisville. Realizou residência em urologia e completou sua bolsa de estudos em cirurgia urológica pediátrica no Hospital Infantil de Boston, afiliado à Harvard Medical School, entre 1990 e 1992.

## Pesquisa e carreira
Anthony Atala é um dos pioneiros da medicina regenerativa, área que visa reparar ou substituir tecidos e órgãos humanos danificados. Ele e sua equipe foram responsáveis por desenvolver a primeira bexiga cultivada em laboratório a ser transplantada com sucesso em um paciente humano.
Atala também está envolvido no desenvolvimento de tecnologia de bioimpressão 3D, com o objetivo de imprimir tecidos e órgãos sob demanda. Seu laboratório desenvolveu o sistema Integrated Tissue and Organ Printing System (ITOP), um dos primeiros modelos funcionais de bioimpressora.
Lidera uma equipe de mais de 400 pesquisadores no Instituto Wake Forest de Medicina Regenerativa, trabalhando no desenvolvimento de terapias celulares e construção de tecidos e órgãos para mais de 40 partes do corpo.

## Contribuições científicas
Atala publicou mais de 800 artigos revistos por pares, editou 25 livros científicos e detém mais de 250 patentes. Também atua como editor-chefe de periódicos especializados em medicina regenerativa e engenharia de tecidos, como Stem Cells Translational Medicine.

## Prêmios e reconhecimento
- Prêmio Jacobson de Inovação, American College of Surgeons (2022)[4]
- Prêmio de Realização de Vida da TERMIS (Tissue Engineering and Regenerative Medicine International Society)